# Grandfather Mountain
Grandfather Mountain est une montagne des États-Unis qui s'élève à 1 812 m d'altitude dans les montagnes Blue Ridge en Caroline du Nord.